# Napoleón en Chamartín
Napoleón en Chamartín es la quinta novela de la primera serie de los Episodios Nacionales de Benito Pérez Galdós, publicada en 1874. Es uno de los ocho episodios que el escritor reconoció haber escrito en un solo mes, en esta ocasión el de enero de dicho año 1874.
En el capítulo histórico describe y analiza el cerco que los ejércitos napoleónicos pusieron a Madrid, campaña dirigida por el propio emperador francés, enfurecido por la humillación sufrida en Bailén. La narración, una vez más, la hace el protagonista de esta primera serie de episodios, Gabriel de Araceli, que de pícaro y grumete en el primer episodio (dedicado a la batalla de Trafalgar), y criado en la la Corte de Carlos IV (título del segundo) comienza ya a perfilar su personalidad heroica, entre el discurso épico y la trama argumental folletinesca tejida por Galdós.
Junto al joven Araceli, el pueblo de Madrid, haciendo gala una vez más de su «paradójica idiosincrasia», se preparan para la batalla muy a pesar de su inferioridad frente al orden, la disciplina y el consumado alcance bélico de las tropas napoleónicas. Napoleón instalará su cuartel general en Chamartín de la Rosa, obligando al gobierno a capitular y a reconocer finalmente a su hermano José Bonaparte como José I de España.